# Kullgrens Enka

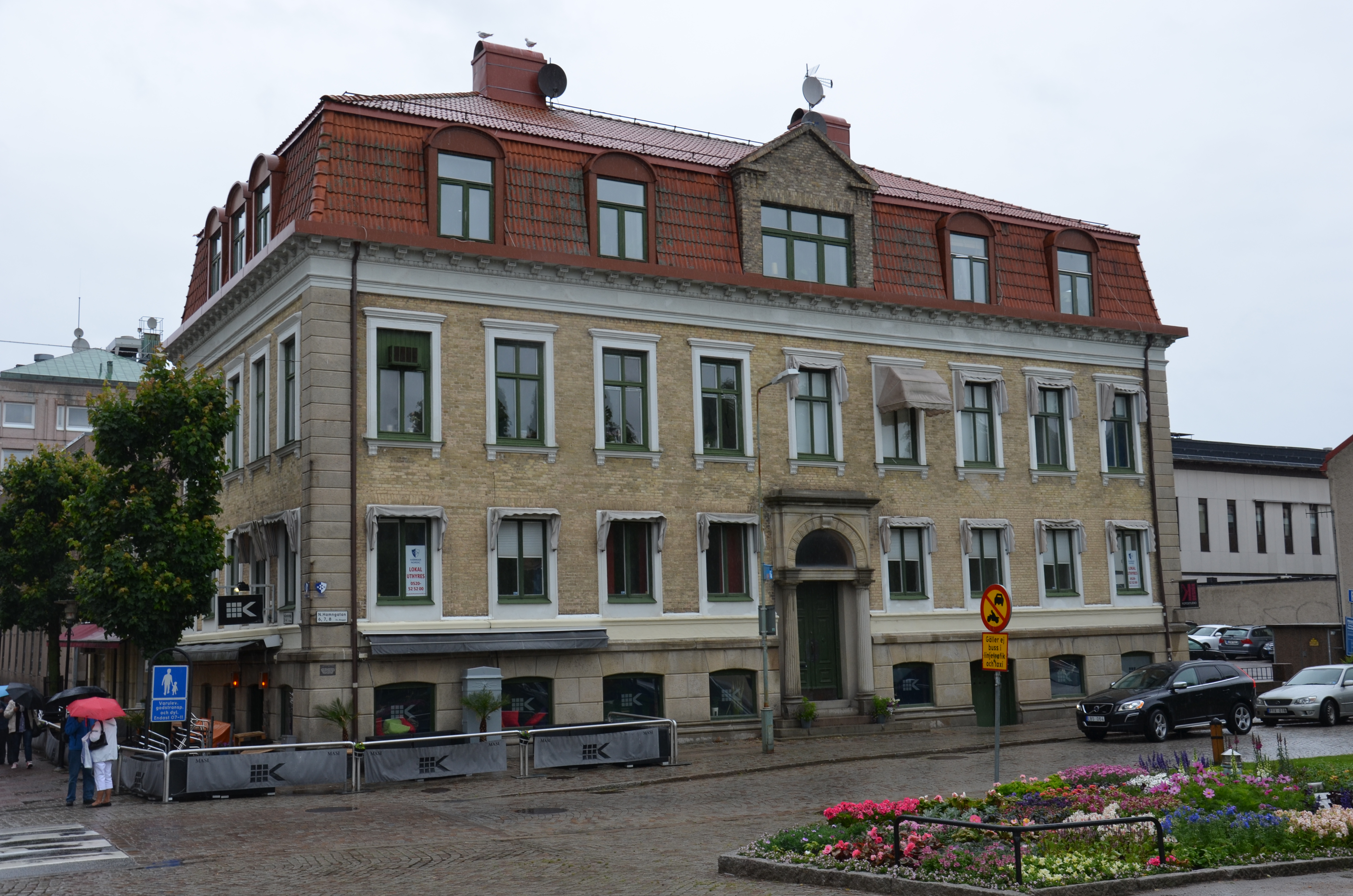
Kullgrenska huset, Uddevalla, uppfört på 1860-talet som bostad och som kontor för Granitaktibolaget C. A. Kullgrens Enka

Kullgrens Enka var ett svenskt stenindustriföretag. Det fullständiga namnet var Granit AB C. A. Kullgrens Enka. Det ursprungliga bolaget grundades år 1842 av köpmannen och redaren Carl August Kullgren tillsammans med ingenjören och kanalbyggaren Nils Ericson.
Bolaget skulle bryta sten för Nils Ericsons fästningsbygge på Marstrand och kanalbygge i Trollhättan. Stenbrytningen startade, efter geologiska undersökningar av Ericson, på ön Bohus-Malmön i nuvarande Sotenäs kommun, utanför Brofjorden. C. A. Kullgrens son Ivar Kullgren deltog i bolaget som tekniskt biträde. Redan 1844 lämnade Ericson bolaget. Med tiden blev bolaget Nordens största stenindustriföretag. Det mesta av den bearbetade stenen såldes på export, bland annat till Köpenhamns sjöbefästningar samt till Hamburg och England.
Efter Carl August Kullgrens död övertogs firman av hustrun Ulrika Kullgren. Enligt den tidens sed ändrades företagets namn till C. A. Kullgrens Enka, i dagligt tal Kullgrens Enka. Ledare för företaget blev sonen Ivar Kullgren.
Som stenindustrin i stort expanderade företagets verksamhet kraftigt i slutet av 1800-talet och de första årtiondena på 1900-talet. För att därefter kraftigt minska i samband med krisen inom stenindustrin på 1930-talet. Kullgrens Enka upphörde som industriföretag år 1978.